# Tarāj Kolā
Tarāj Kolā (persiska: تَراجی‌کُلا, Tarājī Kolā, تَراج‌کُلا) är en ort i Iran.   Den ligger i provinsen Mazandaran, i den norra delen av landet, 150 km nordost om huvudstaden Teheran. Tarāj Kolā ligger 29 meter över havet och antalet invånare är 270.
Terrängen runt Tarāj Kolā är huvudsakligen platt, men söderut är den kuperad. Runt Tarāj Kolā är det tätbefolkat, med 286 invånare per kvadratkilometer. Närmaste större samhälle är Babol, 11,4 km nordväst om Tarāj Kolā. Trakten runt Tarāj Kolā består till största delen av jordbruksmark.